# 1120년대
1120년대는 1120년부터 1129년까지를 가리킨다.